# Gaëtan Brulotte
Pour les articles homonymes, voir Brulotte.
Œuvres principales
- L'Emprise'
- Le Surveillant
- Ce qui nous tient
- Œuvres de chair
- La Contagion du réel
- L'univers de Jean-Paul Lemieux
- La nouvelle québécoise

Gaëtan Brulotte est un écrivain québécois né le 8 avril 1945 à Lévis. Il a publié une quinzaine de livres (dans les genres de la nouvelle, du roman, du théâtre, de l’essai) dont plusieurs sont en poche, et plus de 300 articles en littérature française et canadienne. Traduits dans une dizaine de langues, certains de ses textes ont été adaptés à la télévision, à la radio, à la scène et figurent dans 80 recueils ou anthologies. Ses œuvres ont fait l’objet de plusieurs études critiques dont une monographie parue en 1992 aux États-Unis et une autre parue en 2018 au Québec qui a remporté la Mention d’excellence du Prix 2018 de la Société des Écrivains francophones d’Amérique, (Salon du Livre de Montréal, novembre 2018).

## Biographie
Adolescent, il étudie à l'école Saint-Dominique de Bienville, complète son secondaire au Collège Jean-de-Brébeuf de Québec et se dirige ensuite à l'École Normale Laval. Il entame des études en lettres à l'Université Laval et obtient, en 1972, une maîtrise avec un mémoire sur l'œuvre de l'écrivain belge Michel de Ghelderode. Il s'inscrit à l’École des Hautes Études en Sciences sociales à Paris où il décroche un doctorat en littérature française avec une thèse intitulée Aspects du texte érotique, dirigée par Roland Barthes et dont le jury est présidé par Julia Kristeva. Il enseigne dès lors la littérature au Cégep de Trois-Rivières, à l'Université du Québec à Trois-Rivières et dans plusieurs universités américaines, dont l'Université du Nouveau-Mexique, l'Université de Californie à Santa Barbara, l'University of South Florida à Tampa (Floride) qui l'a promu au titre de Distinguished Professor. Depuis 2016, il est titulaire de la Chaire de Sciences Humaines de l' University of Louisiana in Lafayette, à Lafayette (Louisiane), où il est Professeur d'Études françaises et francophones. Il a également exercé comme professeur invité à La Sorbonne Paris V et à l'Université Stendhal Grenoble 3. 
Il obtient en 1979 le prix Robert-Cliche pour son premier roman, L'Emprise, qui a été adapté pour la télévision et pour le cinéma après avoir été sélectionné par le club de livres Québec-Loisirs. 
Son premier recueil de nouvelles Le Surveillant (1982) reçoit le prix Adrienne-Choquette 1981 et le Prix France-Québec 1983 tout en étant choisi «Le Livre du mois» par Nos Livres (mars 1983). Ce recueil a été finaliste au Prix du Gouverneur Général du Canada en 1982. Ces deux œuvres ont été traduites en anglais sous les titres respectifs Double Exposure (1988) et The Secret Voice (1990). 
D'après la critique Marie Caron, « c'est assurément Le Surveillant de Gaëtan Brulotte qui marque le pas (...) ce recueil (...) consacre une rupture et annonce le ton, l'orientation que prendra le genre dans l'avenir. Avec une minutie presque maniaque, Brulotte débusque l'absurde, les faux-semblants, voire l'aspect totalitaire que dissimulent les automatismes de façade, les antagonismes sociaux, les rapports hiérarchiques. Ses personnages illustrent bien ce qu'on pourrait appeler, pour reprendre le titre de Freud, une « psychopathologie de la vie quotidienne ». Les nouvelles du Surveillant ont inspiré la formation d'un groupe musical du Manitoba au Canada, Les Surveillantes
Son deuxième recueil de nouvelles, Ce qui nous tient, a reçu le Prix de Littérature 1989 de Trois-Rivières et la même année a été mis en nomination en France pour la Bourse Goncourt de la nouvelle.
En 2002, on lui attribue au Québec le prix Odyssée du meilleur texte de fiction publié en périodique pour « À voix basse », publié dans la revue d’art Le Sabord.
Il a également publié d’autres recueils de nouvelles, Epreuves en 1999, La Vie de biais en 2002 (réédité en BQ en 2008 et traduit en anglais sous le titre Life Sideways) et La Contagion du réel en 2014 (choix de la rédaction du magazine Les libraires, avril 2014; coup de cœur des libraires de la Librairie du Québec à Paris, août 2014; quatre étoiles dans le magazine Lettres québécoises et Prix de littérature Gérald Godin 2015, Grands Prix culturels de Trois-Rivières, QC). 
L'une de ses œuvres pour la radio, une pièce intitulée Le Client, a remporté en 1983 le premier prix au XIe Concours d'œuvres dramatiques radiophoniques de Radio-Canada et son adaptation scénique a été lauréate aux Journées de Lyon des Auteurs de Théâtre en 1996, avant d’être créée au Festival d’Avignon en 2001 par  la Compagnie professionnelle La Patience, dans une mise en scène de Charles Tordjman, avec l'Aide à la création dramatique du Ministère de la Culture (Paris). Le spectacle a été salué par de nombreux critiques dont Jean-Pierre Siméon dans L'Humanité et Vincent Cambier pour le site en ligne Les Trois Coups. La distribution en était la suivante: rôle du luthier, Charles Tordjman, né 1939; rôle du client : Emmanue Galliot, rôle de la femme handicapée: Sophie Weiss.
En 2009, sa pièce La Liquidation a été sélectionnée en France par le Comité de lecture de Fontenay-sous-Bois (Compagnie Influenscènes).
Gaëtan Brulotte a également fait paraître plusieurs essais. En 1996, il a consacré une étude à l'œuvre du célèbre peintre canadien Jean Paul Lemieux (ouvrage préfacé par Anne Hébert, et réédité en 2015). En 1998, Œuvres de chair porte sur la littérature érotique (et a été finaliste au Prix Victor-Barbeau de l’Académie des Lettres du Québec). Ce gros ouvrage a été remanié et réédité en 2021 en poche. En 1998, Les Cahiers de Limentinus analysent la littérature française contemporaine. En 2003, La Chambre des lucidités entreprend une défense de la création littéraire. En 2010 il a fait paraître La Nouvelle québécoise, premier survol critique et historique de ce genre littéraire au Québec, du XIXe siècle à nos jours, remarqué par la critique.
En 2006, il a codirigé en anglais avec John Phillips un dictionnaire encyclopédique en deux volumes, Encyclopedia of Erotic Literature, la première encyclopédie à recenser et explorer la littérature érotique du monde entier (plusieurs centaines de collaborateurs ont contribué à cet ouvrage). Voir l'article du Times Literary Supplement du 8 février 2008.  
En 2021, il a publié Nulle part qu'en haut désir, un carnet d'écrivain qui se présente comme une défense et illustration de la force esthétique et éthique de la littérature, réserve de nuances et de singularités humaines.  
Gaëtan Brulotte est membre de plusieurs comités de rédaction dont celui de la revue québécoise XYZ (depuis 1986) dont il a dirigé des dizaines de numéros. Il est également membre de plusieurs associations d’écrivains, dont le P.E.N. Club International, l’UNEQ (Union des Écrivains et Écrivaines Québécois), la SACD (Société des Auteurs et Compositeurs Dramatiques, France), la SEM (Société des Écrivains de la Mauricie, Canada), le CEAD (Centre des Auteurs Dramatiques, Canada), les EAT (Écrivains Associés du Théâtre, France).

## Œuvre

### Roman
- L'emprise (1979) ; rééditions, Poche Québec, 1988 ; Bibliothèque québécoise, 2007

### Recueils de nouvelles
- Le Surveillant (1982) ; rééditions, Bibliothèque québécoise, 1995 et 2013
- Ce qui nous tient (1988); Leméac Éditeur
- Épreuves (1999); Leméac Éditeur
- La Vie de biais (2002) ; réédition, Bibliothèque québécoise, 2008
- La Contagion du réel (2014), Lévesque Éditeur

### Recueils collectifs, sélection (participation à 80 recueils ou anthologies)
- Plages (1986); Québec/Amérique
- Intimate Strangers. New Stories from Quebec (1986); Penguin Books
- Offener Käfig. (Cage ouverte) Trad. Adelheid Witt. En: 26 [Sechsundzwanzig] kanadische Erzähler. Dir. Karla El-Hassan, Helga Militz. Volk und Welt, Berlin 1986, pp 261 – 270
- Coïncidences (1990); XYZ/ Aleï (Quétigny, France)
- Vingt grands auteurs pour découvrir la nouvelle (1990); La Lignée
- Outre ciels (1990); XYZ Éditeur
- Anthologie critique de la littérature canadienne-française et québécoise (1992); Bordas/Beauchemin
- Writing from Canada (1994); Cambridge University Press
- Diversité: la nouvelle francophone à travers le monde  (1995); Houghton Mifflin
- The Quebec Anthology 1830-1990 (1996); University of Ottawa Press
- Dias de Quebec. Antologia de cuentos del Quebec contemporaneo (2003); Conaculta-Fonca & Fundacion para las letras mexicanas
- Antologia de cuentos quebequenses en el fin de siglo (1987-2000)  (2006); Monte Avila Editores Latinoamericana
- Contes, Légendes et récits de l’Île de Montréal, Tome 1 : Montréal, une ville à inventer (2013) Éditions Trois-Pistoles

### Théâtre
- Le Client (2001); Lansman (Belgique)

### Essais
- Écrivains de la Mauricie (1981) co-direction, Édition du Bien Public.
- L'Univers de Jean-Paul Lemieux (1996), Fides; deuxième édition (2015), Presses de l'Université Laval
- Œuvres de chair - figures du discours érotique (1998), Presses de l'Université Laval/ L'Harmattan (France); deuxième édition (2021), Presses de l'Université Laval, "A propos".
- Les Cahiers de Limentinus. Lectures fin de siècle (1998). Essai. Montreal: XYZ Editeur, "Documents", 351p.  (ISBN 2892612411)   (ISBN 9782892612417).
- La Chambre des lucidités (2003), Éditions des Trois Pistoles, "Ecrire".
- Encyclopedia of Erotic Literature (2006) (en collaboration avec John Phillips), Routledge.
- La Nouvelle québécoise (2010), HMH, "Les cahiers du Québec".
- Nulle part qu’en haut désir (2021), Montréal, Lévesque Editeur, "Carnet d’écrivain", 2021, 193p.

## Entretiens (sélection)
- Entretien avec Gilles Archambault.  Pourquoi pas dimanche? émission de Joël Le Bigot. Radio-Canada Première chaîne, Montréal, 21 novembre 2010. 15 min.
- Entretien avec Yvon Lebras, Lingua Romana, Brigham Young University, no 11.2, automne 2013, p. 124-129.  ISSN  1551-4730.
- "L’esprit d’examen contre l’esprit de système.", entretien avec Antonio Rinaldis, Dialogues  francophones (Université de l'Ouest de Timisoara, Roumanie), no 19,   2014, p. 109-124. ISSN 1224-7073.
- Entretien avec Laurence Grenier, Paris Télévision Centre, 2014 (8m.).  Egalement disponible sur Vimeo.
- Entretien avec Jean-Sébastien Sirois, Cybercontact, 6 juin 2014. Web.
- Entretien avec Elena-Brandusa Steiciuc dans son livre Francophonie et diversité, 2017.
- Entretien avec Michel Lord, Onuphrius, France, déc. 2019.
- Entretien avec Michael Washburn, journaliste culturel américain, pour Big Other (magazine littéraire), New York, 17 février 2020.
- Entretien avec Nourredine Mhakkak « L’éloge de la lecture et la puissance de l’écriture ». Al Bayane, Casablanca, Maroc, no 14123, le 3 nov. 2021 : p. 1, 12-13. Repr. Le 24 nov. 2021:12-13. https://albayane.press.ma/leloge-de-la-lecture-et-la-puissance-de-lecriture.html

## Honneurs (sélection)
- 1979 - Prix Robert-Cliche pour L’Emprise
- 1981 - Prix littéraire Adrienne-Choquette pour Le Surveillant
- 1983 - Prix littéraire Radio-Canada pour Le Client, 1er Prix des Dramatiques radiophoniques
- 1983 - Prix Jean-Hamelin, Le Surveillant
- 1989 - Prix de littérature de Trois-Rivières et finaliste de la Bourse Goncourt de la nouvelle, Paris, pour Ce qui nous tient
- 1991 - Matt Cohen a remporté le Prix de Traduction John-Glassco de l'Association des Traducteurs littéraires du Canada pour The Secret Voice (Le Surveillant) écrit par Gaëtan Brulotte,
- 2002 - Prix Odyssée du meilleur texte de fiction en périodique pour "A voix basse", Le Sabord
- 2013 - Chevalier dans l'Ordre des Palmes Académiques, Gouvernement de la République Française
- 2015 - Prix de littérature Gérald-Godin (Grands Prix culturels de Trois-Rivières, Québec, Canada) pour La Contagion du réel
- 2016-2017- Bourse Fulbright, Département d'état, Washington DC, USA
- 2021 - Prix Grand Diplômé, série Les Remarquables, Université Laval, 2021